# Rodrigo Lacerda Ramos
Rodrigo Lacerda Ramos (São Bernardo do Campo, 6 oktober 1980) is een Braziliaans voetballer.

## Carrière
Rodrigo Lacerda Ramos speelde tussen 1998 en 2012 voor Palmeiras, AEK Athene, Atlético Mineiro, Ajaccio, Strasbourg, Júbilo Iwata en Sion. Hij tekende in 2012 bij Lausanne-Sport.